# Philodryas
Philodryas – rodzaj węży z podrodziny ślimaczarzy (Dipsadinae) w rodzinie połozowatych (Colubridae).

## Zasięg występowania
Rodzaj obejmuje gatunki występujące w Ekwadorze, Kolumbii, Wenezueli, Gujanie, Surinamie, Gujanie Francuskiej, Brazylii, Peru, Chile, Boliwii, Paragwaju, Argentynie i Urugwaju.

## Systematyka

### Etymologia
- Philodryas: gr. φιλος philos „miłośnik”, od φιλεω phileō „kochać”; δρυς drus, δρυος druos „drzewo, zwłaszcza dąb”[2].
- Chlorosoma: gr. χλωρος khlōros „zielony”; σωμα sōma, σωματος sōmatos „ciało”[2]. Gatunek typowy: Coluber viridissimus Linnaeus, 1758.
- Taeniophis: gr. ταινια tainia „opaska, taśma”[14]; οφις ophis, οφεως opheōs „wąż”[15]. Gatunek typowy: Taeniophis tantillus Girard, 1854 (= Coronella chamissonis Wiegmann, 1835).
- Callirhinus: gr. καλλος kallos „piękno”, od καλος kalos „piękny”[16]; ῥις rhis, ῥινος rhinos „nos, pysk”[17]. Gatunek typowy: Callirhinus patagoniensis Girard, 1858.
- Euophrys: gr. ευ eu „ładny, dobry”[18]; οφρυς ophrus, οφρυος ophruos „brew”[15]. Gatunek typowy: Euophrys modestus Günther, 1858 (= Callirhinus patagoniensis Girard, 1858).
- Atomophis: gr. ατομος atomos „niepodzielny, pojedynczy”[19]; οφις ophis, οφεως opheōs „wąż”[15]. Gatunek typowy: Herpetodryas trilineatus Burmeister, 1861.
- Pseudablabes gr. ψευδος pseudos „fałszywy”[20]; rodzaj Ablabes A.M.C. Duméril, 1853. Gatunek typowy: Eirenis agassizii Jan, 1863.
- Rhinodryas: gr. ῥις rhis, ῥινος rhinos „nos, pysk”[17]; δρυς drus, δρυος druos „drzewo, zwłaszcza dąb”[21]. Gatunek typowy: Rhinodryas königi Werner, 1903 (= Philodryas baroni Berg, 1895).
- Platyinion: gr. πλατυς platus „szeroki”[22]; ινιον inion „potylica”[23]. Gatunek typowy: Platyinion lividum Amaral, 1923.
- Incaspis: Inkowie, rdzenna ludność Peru; gr. ασπις aspis „żmija”[24]. Gatunek typowy: Incaspis cercostropha Donoso-Barros, 1974 (= Philodryas simonsii Boulenger, 1900).
- Xenoxybelis: gr. ξενος xenos „obcy, dziwny”[25]; rodzaj Oxybelis Wagler, 1830. Gatunek typowy: Coluber argenteus Linnaeus, 1758.

### Podział systematyczny
Do rodzaju należą następujące gatunki:

- Philodryas aestiva (A.M.C. Duméril, Bibron & A.H.A. Duméril, 1854)
- Philodryas agassizii (Jan, 1863)
- Philodryas arnaldoi (Amaral, 1932)
- Philodryas baroni Berg(inne języki), 1895
- Philodryas boliviana Boulenger, 1896
- Philodryas chamissonis (Wiegmann, 1835)
- Philodryas cordata Donnelly & C. Myers(inne języki), 1991
- Philodryas erlandi Lönnberg, 1902
- Philodryas livida (Amaral, 1923)
- Philodryas mattogrossensis Koslowsky, 1898
- Philodryas nattereri Steindachner, 1870
- Philodryas olfersii (Lichtenstein, 1823)
- Philodryas patagoniensis (Girard, 1858)
- Philodryas psammophidea Günther, 1872
- Philodryas trilineata (Burmeister, 1861)
- Philodryas varia (Jan, 1863)